# Olga Ladyzjenskaja
Olga Aleksandrovna Ladyzjenskaja (Russisch: О́льга Алекса́ндровна Лады́женская) [ˈolʲɡə ɐlʲɪˈksandrəvnə ɫɐˈdɨʐɨnskəɪ̯ə] (Kologriv, 7 maart 1922 — Sint-Petersburg, 12 januari 2004) was een Russisch wiskundige en houder van twee doctortitels. Zij is vooral bekend vanwege haar werk binnen het veld van de wiskundige natuurkunde over de partiële differentiaalvergelijking waarvan in het bijzonder het negentiende probleem van Hilbert en de stromingsleer. Zij leverde het eerste wiskundig bewijs voor een eindige-differentiemethode voor de Navier-Stokes-vergelijkingen. Ze is (co-)auteur van een zevental boeken en van ruim 250 wetenschappelijke publicaties. Ladyzjenskaja, die er bewust voor koos kindervrij te zijn, stond bekend als een onafhankelijke en rebelse vrouw die wars was van het Sovjetregime, ze onderhield een warme vriendschap met schrijver en dissident Aleksandr Solzjenitsyn. Ze werd gerekend tot de Sint-Petersburgse intelligentsia. Zij won de Gouden Lomonosov-medaille in 2002.

## Biografie

### Vroege leven
Ladyzjenskaja werd geboren in Kologriv, een stad in de Oblast Kostroma, als de dochter van wiskundeleraar Alexander Ivanovich Ladyzjenski en de Estse Anna Mikhailovna, achternicht van kunstschilder Genndi Ladyzjenski. Haar vader heeft haar liefde voor wiskunde doen ontwaken. In oktober 1937 werd haar vader in het kader van de Grote Zuivering gearresteerd door de NKVD, de latere KGB, en werd afgevoerd naar een goelagkamp alwaar hij tijdens een schijnproces werd verklaard tot vijand van het Russische volk, zeer waarschijnlijk omdat hij afstamde van Russische adel. Hij werd veroordeeld tot de doodstraf en direct geëxecuteerd. In 1956 is hij postuum vrijgesproken na Nikita Chroesjtsjovs geheime toespraak.

### Begin studietraject
Olga kon het voortgezet onderwijs afmaken, maar omdat haar vader werd beschouwd als een staatsvijand mocht zij niet gaan studeren aan de Leningraduniversiteit. Hiervoor in de plaats kon zij gaan studeren aan het Pokrovski Pedagogisch Instituut, alwaar zij in juni 1941 slaagde. Ze werkte hierna enige tijd als lerares in Gorodets. In de lente van 1942 keerde zij terug naar Kologriv, alwaar zij de positie van wijlen haar vader innam als wiskundelerares.

### Bachelor- en Mastergraad

#### Staatsuniversiteit van Moskou, Leningraduniversiteit en huwelijk
In oktober 1943 ging ze studeren voor haar bachelorgraad aan de Staatsuniversiteit van Moskou, onder de wiskundigen  Ivan Georgiejevitsj Petrovski en Israel Gelfand. Hier was zij medestudente van de Russische wiskundige Olga Arsenjevna Olejnik. Zij studeerde af in 1947 en verhuisde in datzelfde jaar naar Leningrad, het tegenwoordige Sint-Petersburg. Daar begon zij aan haar masterstudie aan de Leningraduniversiteit, op aanbeveling van de Staatsuniversiteit van Moskou. Aldaar begon een langdurige vriendschap met de wiskundige Vladimir Ivanovitsj Smirnov. In datzelfde jaar trouwde ze met Andrej Aleksejevitsj Kiseljov, een specialist in getaltheorie en de geschiedenis van de wiskunde. Hun huwelijk was van korte duur, daar Ladyzjenskaja haar leven aan de wiskunde wilde wijden en in tegenstelling tot Andrej geen kinderwens had.

#### Proefschrift, scriptie, doctorsgraad en habilitatie
In 1949 schreef zij haar proefschrift onder Smirnov en Sergej Sobolev over de eindige-differentiemethode voor lineaire en quasilineaire hyperbolische systemen van partiële differentiaalvergelijkingen. Hiermee verkreeg zij haar doctorstitel. Zij wilde de oplosbaarheid bewijzen van de randvoorwaarde- en beginvoorwaardeproblemen. In de jaren '50 was de theorie van de partiële differentiaalvergelijkingen populair onder onderzoekers, vanwege de ontwikkelingen in de natuurkunde die nieuwe theoretische en numerieke methodes vereisten. Direct na het behalen van haar doctorsgraad begon zij aan de Moskouse staatsuniversiteit aan haar habilitatie, een tweede academische promotie. Ladyzjenskaja begon met de voorbereidingen van haar scriptie op basis van een probleem voorgelegd door de Russische wiskundige Ivan Petrovski. Reeds tijdens het schrijven van haar scriptie ging Ladyzjenskaja les geven aan de natuurkundeafdeling van de Leningraduniversiteit. In 1951 had zij haar proefschrift voltooid, maar kon dit niet publiceren tot na het overlijden van Jozef Stalin in 1953. In de lente van 1953 ontving zij haar tweede doctorsgraad.

### Actief als professor en onderzoeker

#### Steklov-instituut en eerste publicatie
In 1953 ging ze les geven aan het Steklov-instituut voor wiskunde, verbonden aan het toenmalige Academie van Wetenschappen van de USSR in Leningrad, het tegenwoordige Sint-Petersburg. Haar eerste boek Over de Oplossing van Gemixte Problemen voor Hyperbolische Vergelijkingen publiceerde zij in 1953 via de toenmalige Academie van Wetenschappen van de USSR. Deze gebruikte de eindige-differentiemethode om eerdere exacte resultaten te bewijzen, voornamelijk de oplosbaarheid van beginvoorwaardeproblemen voor algemene, tweede-orde, hyperbolische vergelijkingen. In 1961 werd ze hoofd van het laboratorium Wiskundige natuurkunde van het Steklov-instituut. Ze heeft deze functie vervuld tot 1991.

#### Professor aan Leningraduniversiteit, wiskundig onderzoek en tweede publicatie
In 1954 werd zij professor aan de toenmalige Leningraduniversiteit en was tevens actief als onderzoeker aan het Steklov-instituut. Gedurende de jaren '60 bleef zij resultaten verzamelen over het bestaan van oplossingen voor: lineaire en quasilineaire, elliptische, parabolische en hyperbolische partiële differentiaalvergelijkingen en of deze uniek zijn. Vervolgens bestudeerde zij de elasticiteitsvergelijkingen, de Schrödingervergelijking, de gelineariseerde Navier-Stokes-vergelijkingen, en de wetten van Maxwell. De Navier-Stokes-vergelijkingen interesseerden haar heel erg en dit is zo gebleven voor de rest van haar leven. In 1961 publiceerde zij een ander boek De Wiskundige theorie van Viskeuze Onsamendrukbare Stroming op het gebied van non-lineaire problemen van wiskundige natuurkunde.

#### Onderzoek naar quasilineaire elliptische en parabolische partiële differentiaalvergelijkingen
Samen met haar student de Russische wiskundige Nina Nikolajevna Oeraltsjeva  onderzocht ze quasilineaire elliptische en parabolische partiële differentiaalvergelijkingen. De Russische wiskundige Sergej Natanovitsj Bernsjtein  opperde een nieuwe methode voor het bestuderen van de oplosbaarheid van randwaardeproblemen voor partiële differentiaalvergelijkingen, gebaseerd op eerdere benaderingen van oplossingen, alsook de beschrijvende condities die nodig zijn voor hun oplosbaarheid. Sinds 1950 boekten Olga en haar studenten, grote vooruitgang in het bestuderen van randvoorwaardeproblemen voor quasilineaire en parabolische partiële differentiaalvergelijkingen. Zij ontwikkelden een alomvattende theorie voor de oplosbaarheid van randwaardeproblemen voor uniforme, parabolische en elliptische quasilineaire partiële differentiaalvergelijkingen en de gladheid van deze algemene oplossingen; deze bleek ook effectief bij een aantal klassen van de niet-uniforme elliptische vergelijkingen. Een van de oplossingen vormde het antwoord op het negentiende probleem van Hilbert, voor een tweede-orde partiële differentiaalvergelijking.

#### Papers
Ladizjenkaja schreef ook veel wetenschappelijke publicaties over andere gebieden binnen de wiskunde, waaronder: storingsrekeningsproblemen; de Galerkinmethode; de grondbeginselen van het gelimiteerde amplitudeprincipe; de eendimensionale vergelijkingen in de gasdynamica; het spectrale model van Friedrichs; de Eulervergelijkingen; globale oplosbaarheid van de Cauchy-problemen voor eendimensionale systemen van de theorie van chirale velden en de grondbeginselen van het Coleman-principe voor het vinden van de symmetrische oplossingen van multidimensionale variëteitsproblemen. In de jaren '80 en '90 zette zij haar studie van aantrekkers van partiële differentiaalvergelijkingen voort en in het bijzonder voor de Navier-Stokes-vergelijkingen in twee dimensies en haar aanpassingen voor deze vergelijkingen in drie dimensies.

### Overlijden
Ladyzjenskaja stierf in haar slaap op 12 januari 2004. Twee dagen voor haar overlijden heeft ze nog wat losse aantekeningen gemaakt over computationele aspecten van de hydrodynamica maar heeft deze niet meer kunnen uitwerken. Olga Aleksandrovna Ladyzjenskaja is 81 jaar oud geworden.

## Trivia
- In het wetenschapsmuseum te Boston is Ladyzjenskaja's naam gegraveerd, samen met de namen van andere invloedrijke wiskundigen uit de twintigste eeuw, op een marmeren plaat die te bezichtigen is in de expositiezaal voor de wiskunde.[5]
- In 1998 verzorgde zij de John von Neumann-lezing voor de Gemeenschap van Industriële en Toegepaste Wiskunde (Engels: Society for Industrial and Applied Mathematics) in Toronto.[5]
- Russisch dichteres Anna Achmatova wijdde een gedicht aan Ladyzjenskaja.[5]
- In 2000 ging Ladyzjenskaja officieel met pensioen van haar positie aan het Steklov-instituut hier is 47 jaar werkzaam geweest.[7]
- Op 7 maart 2019, op de verjaardag van Ladizjenkaja, toonde zoekmachine Google een Google Doodle ter ere van Ladizjenkaja's 97e verjaardag.[12]
- In 1958 heeft Ladyzjenskaja haar Ongelijkheid van Ladyzjenskaja opgesteld om het bestaan van een oplossing voor de Navier-Stokesvergelijking voor twee ruimtelijke dimensies te bewijzen.

## Lidmaatschappen en posities aan wetenschappelijke instituten en sociëteiten
- 1959 - Wiskundesociëteit Sint-Petersburg
- 1970 - 1990 - Vice-voorzitter Wiskundesociëteit Sint-Petersburg
- 1981 - Corresponderend lid van Academie van Wetenschappen van de USSR
- 1985 - Buitenlands lid van de Duitse Academie van Wetenschappen Leopoldina
- 1989 - Buitenlands lid van Accademia dei Lincei
- 1990 - 1998 - Voorzitter Wiskundesociëteit Sint-Petersburg
- 1991 - Volwaardig lid van de Russische Academie van Wetenschappen
- 2001 - Buitenlands lid van de American Academy of Arts and Sciences

## Prijzen en onderscheidingen
- 1954 - eerste prijs - Leningrad Staatsuniversiteit
- 1961 - eerste prijs - Leningrad Staatsuniversiteit
- 1969 - Tsjebysjevprijs - Academie van Wetenschappen van de USSR
- 1992 - Kovalevskajaprijs - Russische Academie van Wetenschappen
- 2002 - eredoctoraat - Rheinische Friedrich-Wilhelms-Universiteit te Bonn, Zwitserland
- 2003 - Gouden Lomonosovmedaille - Russische Academie van Wetenschappen
- 2003 - Loffeprijs - Russische Academie van Wetenschappen
- 2003 - Sint-Petersburg Universiteitsmedaille

## Selectie van publicaties
| Jaar | Co-auteur                               | Uitgeverij                 | Originele Titel                                             | Transliteratie                                                      | Nederlandse vertaling                                                       | Engelse vertaling                                        |
| ---- | --------------------------------------- | -------------------------- | ----------------------------------------------------------- | ------------------------------------------------------------------- | --------------------------------------------------------------------------- | -------------------------------------------------------- |
| 1953 | -                                       | onb.                       | (О Решении) Смешанной Задачи для Гиперболических Уравнений  | (O Resjenii) Smesjannoj Zadatsji dlja Giperbolitsjeskich Oeravneni  | (Over de Oplossing van) gemixte problemen voor hyperbolische vergelijkingen | (Solvability of) mixed problems for hyperbolic equations |
| 1961 | -                                       | Fizmatlit                  | Математические вопросы динамики вязкой несжимаемой жидкости | Matematitsjeskieje voprosy dinamiki vjazkoj neszjimajemoj zjidkosti | De wiskundige theorie van viskeuze onsamendrukbare stroming                 | The mathematical theory of viscous incompressible flow   |
| 1964 | Nina Oeraltsjeva                        | Naoeka                     | Линейные и квазилинейные уравнения эллиптического типа      | Linejnyje i kvazilinejnyje oeravnenieja elliptitsjeskogo tipa       | Lineaire en quasilineaire elliptische vergelijkingen                        | Linear and quasi-linear elliptic equations               |
| 1967 | Nina Oeraltsjeva en Vsevolod Solonnikov | Naoeka                     | Линейные и квазилинейные уравнения параболического типа     | Linejnyje i kvazilinejnyje oeravnenieja parabolitsjeskogo tipa      | Lineaire en quasilineaire parabolische vergelijkingen                       | Linear and quasi-linear parabolic equations              |
| 1973 | -                                       | Naoeka                     | Краевые задачи математической физики                        | Krajevyje zadatsji matematitsjeskoj fiziki                          | Randvoorwaardeproblemen van de wiskundige natuurkunde                       | The boundary value problems of mathematical physics      |
| 1991 | -                                       | Cambridge University Press | Attractors for semigroups and evolution equations           | -                                                                   | Aantrekkers van semigroepen en evolutievergelijkingen                       | -                                                        |